# Национальная ассоциация студенческого спорта
Национальная ассоциация студенческого спорта (англ. National Collegiate Athletic Association, сокр. NCAA) — национальная университетская спортивная ассоциация, в которую входят 1281 различная организация, организующая спортивные соревнования в колледжах и университетах США и Канады. Штаб-квартира ассоциации находится в Индианаполисе, Индиана.

## Чемпионаты
Чемпионаты, проводимые ассоциацией:

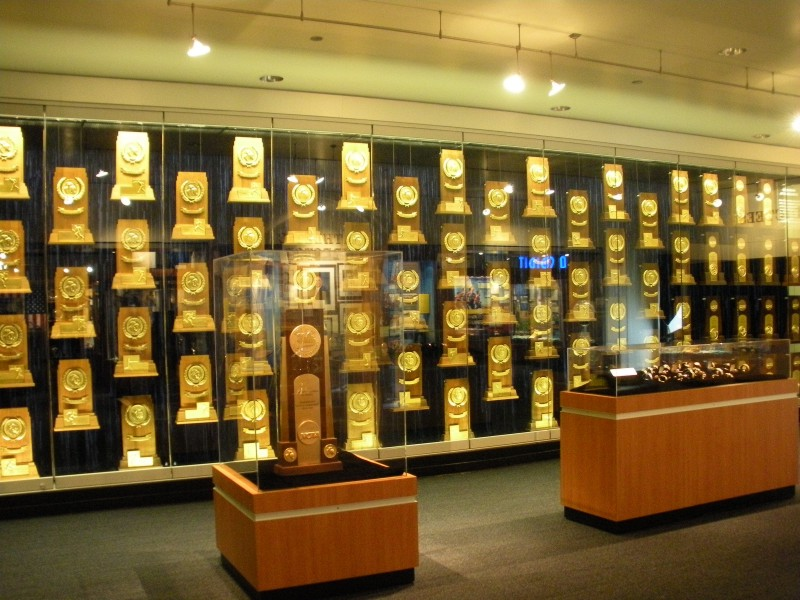

| - Американский футбол - Дивизион I (FBS) - Дивизион I (FCS) - Дивизион II - Дивизион III - Бейсбол - Баскетбол - Мужской - Дивизион I - Дивизион II - Дивизион III - Женский - Дивизион I - Дивизион II - Дивизион III - Боулинг (женский) - Бокс - Легкоатлетический кросс - Мужской - Женский - Фехтование - Хоккей на траве | - Гольф - Мужской - Дивизион I - Дивизион II - Дивизион III - Женский - Гимнастика - Мужская - Женская - Хоккей с шайбой - Мужской - Женский - Лёгкая атлетика в закрытых помещениях - Мужская - Женская - Лакросс - Мужской - Женский | - Лёгкая атлетика - Мужская - Женская - Стрелковый спорт - Академическая гребля (женская) - Лыжный спорт - Софтбол - Футбол - Мужской - Женский - Плавание и прыжки в воду - Мужские - Женские - Теннис - Мужской - Женский - Волейбол - Мужской - Женский - Водное поло - Мужское - Женское - Борьба - Дивизион I - Дивизион II - Дивизион III |

## Баскетбол
Студенческий баскетбол в США регулируется органами студенческого спорта, включая Национальную ассоциацию студенческого спорта (NCAA), Национальную ассоциацию межуниверситетского спорта (NAIA), Ассоциацию студенческого спорта США (USCAA), Национальную ассоциацию коллежского спорта (NJCAA) и Национальную христианскую ассоциацию коллежского спорта (NCCAA). Соревнования каждой из этих организаций подразделяется на дивизионы (от одного до трёх) в зависимости от количества и уровня стипендий, которые могут быть предоставлены спортсменам.

### История
Первые игры в баскетбол были сыграны в YMCA в 1891—1892 гг. К 1893 году в баскетбол начали играть на кампусах колледжей.
Первый известный случай матча между двумя колледжами датируется 7 февраля 1893 года, когда в Нэшвилле, штат Теннесси встретились Вандербильт Комодорс и YMCA. Второй зарегистрированный межколлежский баскетбольный матч был проведён между Женевским колледжем и Нью-Брайтон YMCA 8 апреля 1893 года в Бивер-Фолс, штат Пенсильвания, который Женева выиграла со счётом 3:0.
Первым межуниверситетским матчем с использованием современного правила пяти игроков с каждой стороны часто называют игру между университетами Чикагско и Айовы в Айова-Сити, штат Айова 18 января 1896 года. Победу в матче со счётом 15:12 одержал Чикаго под руководством Амоса Алонзо Стагга, который научился игре у создателя баскетбола Джеймса Нейсмита в YMCA в Спрингфилде. Однако, некоторые источники утверждают, что первым межуниверситетским матчем по современным правилам была игра в 1897 году между Йельским и Пенсильванским университетами, потому что хотя Айова и Чикаго сыграли в 1896 году, команда университета Айовы состояла, как сообщается, из студентов, которые официально не представляли университет, а, скорее всего, относились к YMCA. К 1900 году игра в баскетбол распространилась в колледжах по всей стране.

### Турниры
Ежегодный национальный чемпионат США Любительского легкоатлетического союза (AAU) (впервые проведённый в 1898 году) — турнир, в котором часто играют студенческие команды против не студенческих (любительских). Четыре колледжа выиграли чемпионат AAU: Университет Юты (1916), Нью-Йоркский университет (1920), Университет Батлера (1924) и Университет Уошберна (1925). Студенческие команды также занимали второе место в 1915, 1917, 1920, 1921, 1932 и 1934 годах.
Первым известным турниром с участием исключительно коллежских команд были Летние Олимпийские игры 1904, где баскетбол был показательным видом спорта и состоялся студенческий турнир. Олимпийский титул был выигран колледжем. Хайрэм В марте 1908 году была организована двухматчевая «чемпионская серия» между Чикагским и Пенсильванским университетами, матчи проводились в Филадельфии и Бартлетте. Чикаго выиграло обе игры и, соответственно, всю серию.
В марте 1922 года в Индианаполисе был проведён Национальный межуниверситетский турнир по баскетболу — первый автономный пост-сезонный турнир исключительно для команд колледжей. В турнире приняли участие чемпионы шести крупных конференций: Конференция Тихоокеанского побережья, Южная межуниверситетская спортивная ассоциация, Лига Западной Пенсильвании, Межуниверситетская спортивная конференция Иллинойса, Межуниверситетская спортивная ассоциация Мичигана и Межуниверситетская спортивная ассоциация Индианы. Западная конференция и Восточная межуниверситетская лига отказались от участия. Турнир выиграл колледж Уобаша.
Первую попытку организации регулярного Национального университетского чемпионата приняла Национальная ассоциация межуниверситетского спорта (NAIA) в 1937 году, хотя их быстро превзошёл по престижности Национальный турнир вызова (NIT), который прошёл весной 1938 года в Мэдисон-сквер-гарден в Нью-Йорке, в нём приняли участие шесть команд. Темпльский университет победил в финале Колорадский университет 60:36.

### Турнир NCAA
В 1939 году стартовал ещё один национальный турнир, проводимый Национальной ассоциацией студенческого спорта (NCAA). География турнира NCAA изменятся из года в год. Хотя NIT был создан раньше и был более престижным, чем NCAA в течение многих лет, в конечном счете, он потерял популярность и статус. В 1950 году, после двойного выигрыша обоих турниров командой Городского колледжа Нью-Йорка (тогда NIT состоял из 12, а NCAA из 8 команд), NCAA постановила, что ни одна команда не может участвовать в этих двух турнирах сразу. Вскоре после этого и в связи со скандалом 1951 года, связанном с игроками Городского колледжа Нью-Йорка, турнир NCAA стал основным в стране и большинство топ команд стали играть только в нём. В 60-х и 70-х годах Калифорнийский университет в Лос-Анджелесе (UCLA) выиграл десять чемпионатов NCAA. В 1975 году турнир NCAA расширился с 25 до 32 команд, в 1980 — до 48, в 1985 — до 64, и до 68 в 2011. Интерес к турниру снова и снова увеличивался, так как он включает в себя всё больше и больше команд, в том числе самых сильнейших.
В 2011 году NCAA расширилась до 68 команд. Команды, занявшие последние 8 мест играют между собой на вылет, после чего в турнире остаётся 64 команды, что называется первым раундом и так далее. В нынешнем формате бывший первый раунд называется вторым, второй — третьим, Sweet Sixteen сохранил своё старое название, но это технически четвёртый раунд, и т. д.

### Конференции NCAA

#### Дивизион I (c 1939)
В сезоне 2015/2016 принимает участие 351 мужская команда, разделённые на 32 конференции. Все эти колледжи также имеют женские команды, кроме «The Citadel Bulldogs» и «VMI Keydets», двух военных училищ, в которых обучаются преимущественно только мужчины.
Список конференций Дивизиона I на начало сезона 2015/16:

| - Восточно-Американская конференция / America East Conference (America East) - Американская спортивная конференция / American Athletic Conference (The American) - Конференция Атлантическая десятка / Atlantic 10 Conference (A-10) - Конференция Атлантического Побережья / Atlantic Coast Conference (ACC) - Солнечно-Атлантическая конференция / Atlantic Sun Conference (A-Sun) - Конференция Большие 12 / Big 12 Conference (Big 12) - Конференция Большой Восток / Big East Conference (Big East) - Конференция Большое небо / Big Sky Conference (BSC) - Конференция Большой Юг / Big South Conference (Big South) - Конференция Большая десятка / Big Ten Conference (Big Ten, B1G) - Конференция Большой Запад / Big West Conference (BWC) - Колониальная спортивная ассоциация / Colonial Athletic Association (CAA) - Конференция США / Conference USA (C-USA) - Лига Горизонт / Horizon League - Лига плюща / Ivy League (Ivies, Ancient Eight) - Метро-Атлантическая спортивная конференция / Metro Atlantic Athletic Conference (MAAC) | - Среднеамериканская конференция / Mid-American Conference (MAC) - Средневосточная спортивная конференция / Mid-Eastern Athletic Conference (MEAC) - Конференция Долины Миссури / Missouri Valley Conference (MVC, The Valley) - Конференция Скалистого Запада / Mountain West Conference (MW) - Северо-Восточная конференция / Northeast Conference (NEC) - Конференция долины Огайо / Ohio Valley Conference (OVC) - Конференция Тихоокеанская 12 / Pacific 12 Conference (Pac-12) - Лига Патриот / Patriot League - Юго-Восточная конференция / Southeastern Conference (SEC) - Южная конференция / Southern Conference (SoCon) - Конференция Южной земли / Southland Conference - Юго-Западная спортивная конференция / Southwestern Athletic Conference (SWAC) - Конференция Солнечного пояса / Sun Belt Conference (Sun Belt) - Лига Саммит / The Summit League (The Summit) - Конференция Западного побережья / West Coast Conference (WCC) - Западная спортивная конференция / Western Athletic Conference (WAC) |

#### Дивизион II (c 1982)
Дивизион II делится на 24 конференции:

| - Калифорнийская университетская спортивная ассоциация / California Collegiate Athletic Association (CCAA) - Центрально-Атлантическая университетская конференция / Central Atlantic Collegiate Conference (CACC) - Центральная межуниверситетская спортивная ассоциация / Central Intercollegiate Athletic Association (CIAA) - Конференция Каролинас / Conference Carolinas (CVAC) - Конференция Восточного побережья / East Coast Conference (ECC) - Велико-Американская конференция / Great American Conference (GAC) - Межуниверситетская спортивная ассоциация Великих озёр / Great Lakes Intercollegiate Athletic Conference (GLIAC) - Конференция Долины Великих озёр / Great Lakes Valley Conference (GLVC) - Спортивная конференция Великого Среднего Запада / Great Midwest Athletic Conference (G-MAC) - Спортивная конференция Великого Северо-Запада / Great Northwest Athletic Conference (GNAC) - Конференция Южного залива / Gulf South Conference (GSC) - Конференция Хартлэнд / Heartland Conference | - Конференция Одинокой звезды / Lone Star Conference (LSC) - Среднеамериканская межуниверситетская спортивная ассоциация / Mid-America Intercollegiate Athletic Association (MIAA) - Конференция Скалистого Востока / Mountain East Conference (MEC) - Конференция Северо-Восточная десятка / Northeast-10 Conference (NE-10) - Межуниверситетская конференция Северное солнце / Northern Sun Intercollegiate Conference (NSIC) - Тихоокеанская Западная конференция / Pacific West Conference (PacWest) - Конференция Персикового пояса / Peach Belt Conference (PBC) - Спортивная конференция штата Пенсильвания / Pennsylvania State Athletic Conference (PSAC) - Спортивная конференция Скалистых гор / Rocky Mountain Athletic Conference (RMAC) - Южно-Атлантическая конференция / South Atlantic Conference (SAC) - Южная межуниверситетская спортивная конференция / Southern Intercollegiate Athletic Conference (SIAC) - Конференция Солнечного штата / Sunshine State Conference (SSC) |

#### Дивизион III (c 1982)
Список конференций Дивизиона III:

| - Университетская конференция Аллеганских гор / Allegheny Mountain Collegiate Conference (AMCC) - Конференция американского Юго-Запада / American Southwest Conference (ASC)* - Столичная спортивная конференция / Capital Athletic Conference (CAC) - Спортивная конференция Городского университета Нью-Йорка / City University of New York Athletic Conference (CUNYAC) - Университетская конференция Иллинойса и Висконсина / College Conference of Illinois and Wisconsin (CCIW)* - Спортивная конференция колониальных штатов / Colonial States Athletic Conference (CSAC) - Конференция побережья Содружества / Commonwealth Coast Conference (TCCC) - Конференция Империя 8 / Empire 8 Conference (E8)* - Спортивная конференция Великого Северо-Востока / Great Northeast Athletic Conference (GNAC) - Спортивная конференция Великого Юга / Great South Athletic Conference (GSAC) - Университетская спортивная конференция Хартлэнд / Heartland Collegiate Athletic Conference (HCAC)* - Межуниверситетская спортивная конференция Айовы / Iowa Intercollegiate Athletic Conference (IIAC)* - Конференция Лэндмарк / Landmark Conference - Лига Свободы / Liberty League* - Конференция Малого Востока / Little East Conference (LEC) - Университетская спортивная конференция штата Массачусетс / Massachusetts State Collegiate Athletic Conference (MASCAC)* - Межуниверситетская спортивная ассоциация Мичигана / Michigan Intercollegiate Athletic Association (MIAA)* - Среднеатлантическая конференция / Middle Atlantic Conference (MAC)* - Среднезападная конференция / Midwest Conference (MWC)* - Межуниверситетская спортивная конференция Миннесоты / Minnesota Intercollegiate Athletic Conference (MIAC)* - Университетская конференция Новой Англии / New England Collegiate Conference (NECC) | - Спортивная конференция Маленького колледжа Новой Англии / New England Small College Athletic Conference (NESCAC)* - Женская и мужская спортивная конференция Новой Англии / New England Women’s and Men’s Athletic Conference (NEWMAC) - Спортивная конференция Нью-Джерси / New Jersey Athletic Conference (NJAC)* - Североатлантическая конференция / North Atlantic Conference (NAC) - Спортивная конференция Северного побережья / North Coast Athletic Conference (NCAC)* - Северо-Восточная спортивная конференция / North Eastern Athletic Conference (NEAC) - Северная спортивная университетская конференция / Northern Athletics Collegiate Conference (NACC)* - Северо-Западная конференция / Northwest Conference (NWC)* - Спортивная конференция Огайо / Ohio Athletic Conference (OAC)* - Спортивная конференция Старой власти / Old Dominion Athletic Conference (ODAC)* - Президентская спортивная конференция / Presidents' Athletic Conference (PAC)* - Конференция Горизонт / Skyline Conference - Межуниверситетская спортивная конференция Южной Калифорнии / Southern California Intercollegiate Athletic Conference (SCIAC)* - Южная университетская спортивная конференция / Southern Collegiate Athletic Conference (SCAC)* - Спортивная конференция Университета штата Нью-Йорк / State University of New York Athletic Conference (SUNYAC) - Университетская спортивная ассоциация / University Athletic Association (UAA)* - Спортивная конференция Верхнего Среднего Запада / Upper Midwest Athletic Conference (UMAC)* - Спортивная конференция Юга США / USA South Athletic Conference (Dixie Conference)* - Межуниверситетская спортивная конференция Висконсина / Wisconsin Intercollegiate Athletic Conference (WIAC)* |

* Conference sponsors football

### Отношения с профессиональным баскетболом
Студенческий баскетбол тесно связан с Национальной баскетбольной ассоциацией, так как выпускники колледжей имеют право выставить свою кандидатуру на драфт НБА.
Хотя не все игроки перешли в НБА доучившись в колледже, например Спенсер Хейвуд, начал играть сначала в АБА, а потом и в НБА после всего одного университетского сезона, вопреки правилам. Хейвуд сослался на то, что он является единственным кормильцем своей семьи и, в итоге, Верховный суд США вынес положительное решение по его делу. После коллегиального собрания игроков, студентам, чьи семьи испытывают экономические трудности, было разрешено выставляться на драфт раньше окончания колледжа. В 1976 году это правило было ликвидировано.
В 1974 году Мозес Мэлоун начал выступать в АБА сразу после средней школы. Многие звёзды НБА пропустили обучение в колледже (Кевин Гарнетт, Коби Брайант, Трэйси Макгрейди, Дуайт Ховард, Амаре Стадемайр и Леброн Джеймс) или провели в нём только год (Кармело Энтони, Крис Бош, Кевин Дюрант и Джон Уолл). В 2006 году НБА приняла меры, чтобы сократить число недоучившихся баскетболистов в лиге, теперь игроку на конец года, в котором проходит драфт, должно быть минимум 19 лет, и он должен окончить школу не менее чем за год до этого. Как правило молодые игроки идут после школы в колледж, учатся там хотя бы год, после чего выставляют свои кандидатуры на драфт. Первым исключением из этого правила стал Брендон Дженнингс, не поступивший в колледж после школы, а проведший один сезон в итальянском профессиональном клубе, после чего выбранный на драфте 2009.
В некоторых регионах США студенческий баскетбол остаётся более популярным, чем НБА, например, в Северной Каролине и на Среднем Западе (где традиционно сильны команды Луисвилля, Кентукки и Индианы).

### Различия правил с НБА и WNBA
Хотя многие из правил НБА и WNBA применяются в NCAA, есть и различия. Матчи мужских команд NCAA делятся на две половины, продолжительность которых 20 минут, у женщин игра длится 4 четверти по 10 минут. На атаку отводится 30 секунд у обоих полов. Кроме того, командам NCAA даётся 10 секунд, чтобы перевести мяч со своей на чужую половину площадки. До сезона 2015/2016 время на атаку у мужских команд составляло 35 секунд, а женские команды играли два 20-минутных периода, как и мужчины.
Также имеются различия в размерах трёхочковой линии.
В NCAA игрок покидает площадку после набора пяти персональных фолов. Количество командных фолов также отличается. Каждый седьмой командный фол считается пробивным. При этом, пробивающий игрок должен забить первый бросок, чтобы исполнить второй, в противном случае исполняется только один штрафной бросок. Эта система называется «1+1» или «1+бонус». С десятого командного фола действует система «двойной бонус», это означает, что каждые последующий командный фол приводит к двум штрафным броскам.
Начиная с сезона 2015/2016, тренерам мужских команд запретили брать тайм-аут, когда мяч находится в игре, игрокам же эту возможность оставили неизменной.
В NCAA, в отличие от профессионального баскетбола, отсутствуют ограничения на использование каких-либо типов обороны.
В NCAA запрещено брать себе номер, имеющий числа 6, 7, 8 и 9, чтобы судье было легче показывать пальцами номер сфолившего игрока.

### Награды
- Награды студенческого мужского баскетбола (США)
- Награды студенческого женского баскетбола (США)
- Национальный Зал славы студенческого баскетбола
- Лучший игрок декады в студенческом баскетболе по версии журнала Sporting News (2000-09)